# Valentin Curtius
Valentin Curtius (Latinisiert aus Valentin Korte, auch Corte, * 6. Januar 1493 in Lübeck; † 27. November 1567 ebenda) war ein protestantischer Theologe und Reformator.

## Leben und Wirken
Im Sommer 1512 immatrikulierte er sich an der Universität Rostock, um Theologie zu studieren. Nach Auskunft der Matrikel wurde Curtius in Lübeck geboren. Der manchmal zu findende Hinweis auf Lebus als Geburtsstadt scheint auf einem Lesefehler zu beruhen. Im selben Jahr trat er in das dortige Katharinenkloster der Franziskaner ein. In den 1520er-Jahren lebte er im Franziskanerkonvent in Rostock, der wie Lübeck zur Sächsischen Franziskanerprovinz gehörte. Er galt als einer der belesensten Franziskaner in der Stadt, 1528 wird er als Lektor beim Rostocker Ordensstudium für den Ordensnachwuchs genannt, 1529 als principal, also möglicherweise als lector principalis, erster von zwei oder mehr Lektoren.
Unter dem Einfluss von Joachim Slüter wandte er sich der Reformation zu und wurde im Mai 1528 vom Stadtrat auf Intervention der Bürgergemeinde als Prediger an der Heiligen-Geist-Kirche in Rostock anerkannt. Das Kloster verließ er als principal tho Rostke endgültig im September 1529 („du he uth der cappe und uth deme orden wolde“), worüber sich viele Bürger freuten und mit ihm acht Tage feierten („hebben […] myt em slampampet achte dage lanck“). 1531 wurde er zum Hauptpastor an St. Marien berufen. Bei seiner Hochzeit 1532 beteiligte sich der gesamte Stadtrat. Obwohl er die Achtung der Gemeinde genoss, verließ er wegen theologischer Auseinandersetzungen Rostock. 1534 wurde er Prediger in Lübeck an der St.-Petri-Kirche und wurde 1545 ihr Hauptpastor. Nach dem Tode von Hermann Bonnus wurde er 1553 zum zweiten Superintendenten der Hansestadt berufen.
Curtius war ein rigoroser Gnesiolutheraner. Er warf Philipp Melanchthon sein Nachgeben beim Augsburger Interim vor und wandte sich auch gegen Georg Major. In Lübeck trat Curtius für die streng lutherische Abendmahlsauffassung ein. Er nahm auch an mehreren Konventen teil, die aus Anlass dieser Streitigkeiten notwendig geworden waren (Mölln 1558, Braunschweig 1561). Ihre Erklärungen unterschrieb Curtius als erster.
Einige der abgegebenen Gutachten waren von ihm verfasst. So beispielsweise die Formula consensus de doctrina Evangelii (Lübecksche Formel) von 1560, die bis 1685 Geltung besaß. Auch verfasste er die Protestatio contra synodum Tridentinam von 1561, um die Unrechtmäßigkeit des Konzils von Trient und seines Anspruchs zu beweisen. Da seine Bibliothek einem Brand zum Opfer fiel, sind weitere Werke von ihm nicht erhalten. Wenn er auch kein überragender Theologe war, so sind seine Leistung und Überzeugungstreue durchaus respektabel.

## Werke
- Formula consensus de doctrina Evangelii, 1560 Lübeck
- Protestatio contra synodum Tridentinam, 1561 Lübeck